# Front of Yonge
Front of Yonge es un municipio canadiense situado en la provincia de Ontario.

## Superficie
Front of Yonge tiene una superficie de 125,25 km².

## Demografía
En 2021, tenía 2595 habitantes, una densidad poblacional de 20,7 hab./km², y 1208 viviendas.